# North Harbour Rugby Union
North Harbour Rugby Union – nowozelandzki regionalny związek rugby odpowiedzialny utworzony w 1985 po opuszczeniu Auckland Rugby Union przez kilka drużyn. Drużyna złożona z  uczestniczy w rozgrywkach Mitre 10 Cup.

## Historia
Z powodu rozrostu Auckland kluby spoza aglomeracji w 1985 postanowiły stworzyć własny związek aby ich zawodnicy mieli "większe szansę  na zostanie reprezentantem kraju". Klub szybko awansował z trzeciej dywizji aż do najwyższej klasy rozgrywkowej Mitre 10 Cup.

## Terytorium
Klub zarządza rozgrywkami w regionach North Shore City, Rodney district oraz części Waitakere. Związek jest częścią franczyzy Blues i jej udziałowcem.